# 음성학
음성학(音聲學, 국제음성기호: [ɯm.sʌŋ.ɦɐk̚], 영어: phonetics)은 사람의 말소리(와 수어에서 이와 관련 있는 요소)를 과학적으로 연구하는 학문이다. 말소리갈·발음학·성음학·소리갈·어음론 등으로도 부른다. 언어학의 한 분야로, 말소리가 어떤 발음 기관의 어떠한 작용으로 생성되며, 만들어진 말소리가 물리적으로 어떤 특성을 가지는지, 또한 어떻게 전달되고 청취 되는지 연구한다. 음운론이 한 언어나 여러 언어 안에서 추상적 말소리 단위의 이론적 체계를 연구하는 데 비해, 음성학은 말소리의 물리적이고 구체적인 측면을 분석한다는 점이 다르다.

## 역사
음성학은 기원전 4세기경에 고대 인도에서 처음 연구하기 시작했다. 문법학자 파니니가 산스크리트어 닿소리의 조음 위치와 조음 방법을 분석했는데, 지금도 브라흐미 문자군에 속하는 여러 문자에서 파니니가 만든 체계에 따라 자음을 분류하고 배열한다.
중세 아랍 세계에서도 비슷한 연구들이 있었다. 한국에서는 조선 세종이 1443년 음력 12월에 만들어 1446년 음력 9월에 공포한 훈민정음 창제에 음성학적 개념이 활용되었다. 《훈민정음해례》에 중세 한국어 닿소리와 홀소리 조음 위치와 방법 및 성조에 관한 설명이 기록되어 있다.
서양에서는 17세기경부터 여러 언어의 정서법 개정 제안에 음성학적 개념이 활용되었다. 근대 음성학은 말소리를 정확하게 표기하려는 시도들로부터 시작되었는데, 조슈아 스틸의 《운율론》이나 알렉산더 멜빌 벨의 《보이는 음성》 등을 그 예로 들 수 있다.
19세기에 축음기와 다른 음향기기들이 발명되면서 녹음된 말소리의 음향적 특성을 분석할 수 있게 되었고, 음성학이 크게 발전했다. 루디마어 헤르만은 에디슨 축음기를 사용해 자음과 모음의 주파수 특성을 분석했으며, 로버트 윌리스와 찰스 휘트스톤의 모음 생성 이론을 시험했다.

## 하위분야 및 관련 분야
음성학에는 다음 세 가지 주요 하위분야가 있다.
- 조음음성학은 조음 기관을 통한 말소리 생성을 다룬다.
- 음향음성학은 발화된 말소리(음파)의 물리적 특징을 다룬다.
- 청취음성학은 청음 기관을 통한 말소리의 청취와 지각을 다룬다.

조음음성학, 음향음성학, 청취음성학 분야들과 교차하는 분야로는, 분절음을 다루는 분절음 음성학과 초분절적 요소를 다루는 초분절음 음성학이 있으며, 실험적 방법론을 활용하는 실험음성학이 있다.
음성학은 또한 음성 인식이나 음성 합성 등 전산언어학 분야, 사회음성학 등 사회언어학 분야, 법음성학 등 법언어학 분야 및 발음 교육 등에서 활용된다.

## 말소리 전사
말소리를 음성 기호로 옮겨 적는 것을 전사라 부른다. 음운을 전사할 때는 빗금을, 음성을 전사할 때는 대괄호를 사용하여 표기한다. 국제 음성 기호(IPA)를 사용한 전사 사례는 다음과 같다.
- "국제음성기호"
  - 음운 전사: 한국어 /kuk.tɕe.ɯm.sʌŋ.ki.ho/
  - 음성 전사: 서울말 [kuk̚.t͈ɕe̞.ɯ̟m.s̠ʌŋ.ɟi.(ɦ)o]
- "IPA"
  - 음운 전사: 영어 /aɪ.piː.eɪ/
  - 음성 전사: 영국식 [ɑɪ̯.pʰɪi̯.ɛɪ̯], 미국식 [ɐɪ̯.pʰi.eɪ̯]

## 같이 보기
- 국제 음성 기호
- 언어학
- 음운론
- 음운학